# Пастушенков, Юрий Григорьевич
Пастуше́нков Ю́рий Григо́рьевич — советский и российский учёный-физик, специалист в области магнитных явлений, доктор физико-математических наук (2000 год), профессор (2001 год). Заведующий кафедрой физики конденсированного состояния физико-технического факультета Тверского государственного университета.

## Биография
Родился 01.01.1951 года в Самаре. 1972 году окончил Калининский государственный университет (первый университетский выпуск) и начал работать в Тверском государственном университете.
- В 1979 году окончил аспирантуру.
- В 1980 году защитил кандидатскую диссертацию на тему «Магнитные свойства и доменная структура интерметаллических соединений редкоземельных металлов с железом»[2].
- В 2000 году защитил докторскую диссертацию на тему «Трансформация доменной структуры в области спин-переориентационных фазовых переходов и в процессе перемагничивания редкоземельных тетрагональных магнетиков на основе железа».

С 1992 по 2004 год работал проректором по научной работе ТвГУ
.
Член Научного совета РАН по физике конденсированного состояния (секция «Магнетизм», подсекция «Постоянные магниты»)
, член секции физического образования в классических университетах при Минобрнауки России, член программных и оргкомитетов ряда международных конференций по проблемам магнетизма: Moscow International Symposium on Magnetism (Москва)
, Функциональные наноматериалы и высокочистые вещества (Суздаль)
, Euro-Asian Symposium «Trends in Magnetism» (EASTMAG)
.
Председатель диссертационного совета Д.212.263.09
, руководитель научной школы по физике магнитных явлений Тверского государственного университета
, подготовил 16 кандидатов наук.

## Научные интересы
Основные направления научной деятельности школы: магнетизм редкоземельных магнетиков, редкоземельные постоянные магниты, магнитная доменная структура, микромагнетизм, ориентационные фазовые переходы.

## Основные труды
Юрий Григорьевич является автором более 300 научных трудов, 9 монографий
.
- Ю. Г. Пастушенков, А. Г. Пастушенков. Постоянные магниты: Учебное пособие. — Тверь: Твер. гос. ун-т, 2015. — 330 с. — ISBN 978-5-7609-1075-2.
- Ю. Г. Пастушенков, К. П. Скоков. Функциональные магнитотвердые материалы. — Тверь: Твер. гос. ун-т., 2014. — 107 с. — ISBN 978-5-7609-0979-4.
- А. В. Белоцерковский, Н. А. Манаков, Ю. Г. Пастушенков, Ю. М. Смирнов. Магнитная структура и процессы перемагничивания магнитно-твердых материалов. — Тверь: Твер. гос. ун-т., 2013. — 240 с.
- Ю. Г. Пастушенков. Магнитная доменная структура. Количественный анализ микромагнитных параметров. — Тверь: Твер. гос. ун-т, 2007. — 151 с.
- Ю. Г. Пастушенков. Микромагнетизм магнитно-твердых материалов. — Тверь: Твер. гос. ун-т., 1990. — 71 с. — ISBN 5-230-08476-6.
- Д. Д. Мишин, Ю. Г. Пастушенков. Физика реальных кристаллов : Учеб. пособие. — Калинин: КГУ, 1983. — 87 с.

### Патенты
- Патент РФ № 2 479 802, заявка № 2010149148/06, от 02.12.2010, Рабочее тело магнитной тепловой машины из анизотропного магнетика, опубл. 20.04.2013[11]
- Патент РФ № 2 491 684, заявка № 2011130945/28, от 26.07.2011, Многослойная керамическая гетероструктура с магнитоэлектрическим эффектом и способ её получения, опубл. 27.08.2013[12]
- Патент РФ № 2 538 882, заявка № 2012151783/02, от 04.12.2012, Установка для получения аморфных и нанокристаллических металлических лент высокоскоростной закалкой расплава, опубл. 10.01.2015[13]

## Награды
- Заслуженный работник высшей школы Российской Федерации (2010)[14][15].
- Нагрудный знак Губернатора Тверской области «За заслуги в развитии Тверской области».